# I’m Your Boy
I'm Your Boy – trzeci japoński album studyjny południowokoreańskiej grupy SHINee, wydany 24 września 2014 roku.
Album był promowany przez trzy wcześniej wydane single: Boys Meet U, 3 2 1 i LUCKY STAR, które znalazły się w pierwszej trójce listy Oricon. Album osiągnął 1 pozycję w rankingu Oricon i pozostał na liście przez 14 tygodni, sprzedał się w nakładzie 56 342 egzemplarzy.

## Lista utworów
| CD  |                              |                                 |                                                                                                |      |
| Nr  | Tytuł                        | Słowa                           | Muzyka                                                                                         | Czas |
| 1.  | "Downtown Baby"              | Junji Ishiwatari                | Steve Lee, Drew Ryan Scott, Andreas Oberg                                                      | 3:55 |
| 2.  | "LUCKY STAR"                 | Sara Sakurai                    | Albi Albertsson, Stephan Elfgren, Steven Lee                                                   | 3:23 |
| 3.  | "Everybody" (Japanese ver.)  | Sara Sakurai                    | Thomas Troelsen, Coach & Sendo, Yoo Young Jin                                                  | 4:09 |
| 4.  | "Picasso"                    | Sara Sakurai                    | Andreas Stone Johannson, Denniz Jamm, Matt Wong, Steven Lee                                    | 3:51 |
| 5.  | "3 2 1"                      | Natsumi Kobayashi               | Damon Sharpe, Eric Sanicola, Kendall Schmidt, Carlos Pena, James Maslow                        | 3:33 |
| 6.  | "365"                        | AKIRA                           | Jimmy Burney, Andreas Öberg, Eirik Johansen (Mental Audio), Jan Hallvard Larsen (Mental Audio) | 3:11 |
| 7.  | "Sunny Day Hero"             | Hidenori Tanaka, agehasprings   | Tom Hugo Hermansen, Kim Bergseth                                                               | 3:04 |
| 8.  | "Perfect 10"                 | S-KEY-A                         | Mike Previti, Steve Horner                                                                     | 2:44 |
| 9.  | "Bounce"                     | Amon Hayashi for Digz, Inc Grup | Erik Lidbom                                                                                    | 3:25 |
| 10. | "Dream Girl" (Japanese ver.) | Hidenori Tanaka, agehasprings   | Hyuk Shin, DK, Jordan Kyle, Ross Lara, Dave Cook                                               | 3:10 |
| 11. | "Colors of the season"       | Sara Sakurai                    | Andreas Stone Johansson, Caroline Gustavsson                                                   | 4:29 |
| 12. | "Boys Meet U"                | Sara Sakurai                    | Lindy Robbins, Ian Kirkpatrick, Matt Squire                                                    | 3:15 |

## Notowania
| Lista                           | Pozycja |
| ------------------------------- | ------- |
| Oricon Daily Albums Chart       | 1       |
| Oricon Weekly Albums Chart      | 1       |
| Oricon Monthly Albums Chart     | 7       |
| Billboard Japan Top Album Sales | 1       |